# Mathews’ Chinese-English Dictionary
Das Mathews’ Chinese-English Dictionary wurde 1932 von dem Presbyterianer Robert Henry Mathews  für die Chinamission kompiliert. Es wurde seitdem wiederholt aufgelegt und war früher ein unerlässliches Hilfsmittel in der Sinologie. (ISBN 0-674-12350-6). Für den Laien und den Gelegenheitsnutzer ist es nach wie vor geeignet, für die wissenschaftliche Arbeit aber taugt es nicht mehr.
Das größte Problem des Wörterbuches ist die fehlende Trennung zwischen modernen und klassischen Bedeutungen. Außerdem entspricht die angegebene Aussprache, vor allem die der Töne, oft nicht dem heutigen Standard.
Die 15.000 Eintragungen sind in chinesischen Schriftzeichen, in einer modifizierten Version der Wade-Giles-Umschrift und in Bopomofo angegeben.